# スタンリー・グリーン (ミュージカル史家)
スタンリー・グリーン（Stanley Green、1923年 - 1990年12月12日）は、アメリカ合衆国のミュージカル史の研究者。映画の宣伝の仕事や、雑誌記者、編集者などを経験し、1960年代から1980年代にかけて、舞台のミュージカルやミュージカル映画などについての歴史研究書や、網羅的な便覧、事典などを執筆し、その一部は日本語にも翻訳された。
ニューヨークに生まれ、地元のユニオン大学からネブラスカ大学へ進んだ。
生涯に10冊の著作のほか、多数の記事と100件以上のレコードの解説を手がけ、各地で講演を行った。

## おもな著書
- Green, Stanley (1960). The World of Musical Comedy- 後に改訂を重ねる
- Green, Stanley (1963). The Rodgers and Hammerstein Story
- Green, Stanley (1971). Ring Bells! Sing Songs!: Broadway Musicals in the 1930's. Galahad Books. pp. 385. ISBN 978-0883650004 - 1930年代のミュージカルに関する詳細な研究
- Green, Stanley (1976). Encyclopedia of the Musical Theatre. Dodd, Mead. pp. 488. ISBN 978-0396072218
- Green, Stanley (1977). Starring Fred Astaire. Doubleday. pp. 501. ISBN 978-0385116046
- Green, Stanley (1981-9). The Encyclopaedia of the Musical Film. Oxford University Press. pp. 352. ISBN 978-0195029581
  - 邦訳：グリーン, スタンリー 著、村林典子 訳『ハリウッド・ミュージカル映画のすべて』音楽の友社、1995年4月、366頁。ISBN 978-4276236608。
- Green, Stanley (1984-09-27). The Great Clowns of Broadway. Oxford University Press, USA. pp. 260. ISBN 978-0195034714
- Green, Stanley (1985). Broadway Musicals Show by Show. H. Leonard Books. pp. 361. ISBN 978-0881883756 - 初版は単著だが、後の改訂版では Kay Green との共著となる。
  - 邦訳：グリーン, スタンリー、ケイ・グリーン 著、青井陽治 訳『ブロードウェイ・ミュージカルのすべて』ヤマハミュージックメディア、1995年12月、598頁。ISBN 978-4636208528。